# 1935年のル・マン24時間レース

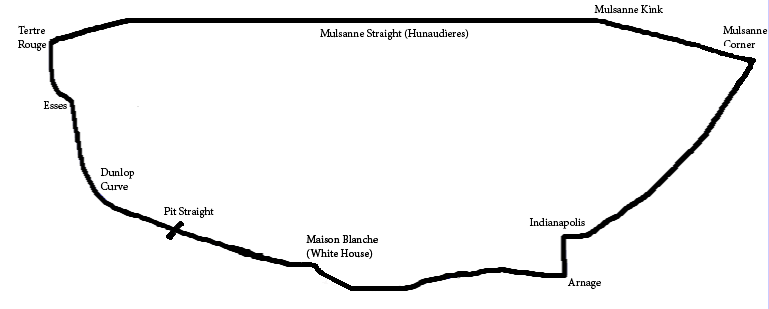
1935年のコース

1935年のル・マン24時間レース（24 Heures du Mans 1935 ）は、13回目のル・マン24時間レースであり、1935年6月15日から6月16日にかけてフランスのサルト・サーキットで行われた。

## 概要
出走したのは58台で、これまででは最多記録となった。
決勝はアルファロメオが先行した。
完走したのは28台。

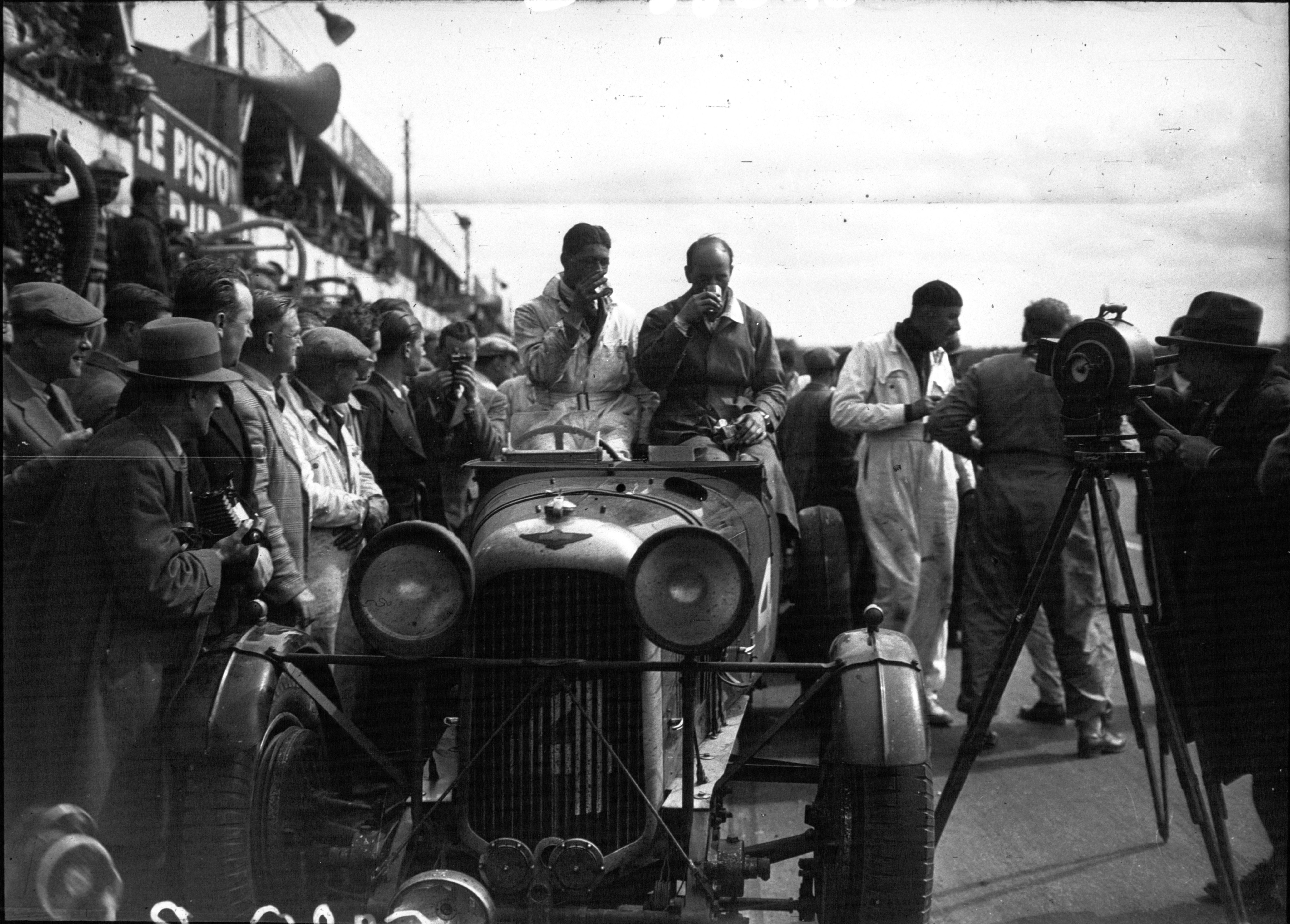
勝利したヒンドマーシュとフォンテス

ジョン・スチュアート・ヒンドマーシュ（John Stuart Hindmarsh ）/ルイ・フォンテス（Luis Fontés ）組のラゴンダが24時間で3,006.797kmを平均速度125.283km/hで走って、アルファロメオ・8Cを僅かに抑え優勝した。